# Hajkawan (Szirak)
Hajkawan – wieś w Armenii, w prowincji Szirak. W 2011 roku liczyła 1107 mieszkańców.